# International Statistical Institute
El International Statistical Institute (en español Instituto Internacional de Estadística), con sede en La Haya, Países Bajos, es una asociación internacional que engloba a la mayoría de las oficinas o agencias nacionales de estadísticas del mundo. Opera asimismo como organización paraguas para siete asociaciones internacionales más especializadas, como son The International Environmetrics Society (TIES), la International Society for Business and Industrial Statistics (ISBIS), la International Association for Statistical Education (IASE), la International Association for Official Statistics (IAOS), International Association for Statistical Computing (IASC), la International Association of Survey Statisticians (IASS) y la Bernoulli Society (BS).
Cada dos años organiza el ISI World Statistics Congress (WSC) en un país distinto, y en conjunto con la agencia de estadística del país anfitrión.

## Historia
Se fundó en Londres, Reino Unido, en 1885. Las figuras relevantes del campo de la estadística que han presidido el instituto incluyen a los catedráticos Calyampudi Radhakrishna Rao (1977-1979) y David Cox (1995-1997).